# Stéphane Zagdanski
Stéphane Zagdanski est un romancier, essayiste et artiste français, né à Paris le 28 avril 1963.

## Biographie
Stéphane Zagdanski est le troisième garçon d'une famille juive ashkénaze dont les grands-parents ont émigré de Pologne au début du XXe siècle.
Peu avant sa naissance, à Paris, ses parents déménagent avec ses deux frères dans la banlieue ouest de Paris, où Zagdanski mènera une enfance qu'il décrit dans ses mémoires comme parfaitement épanouie.
À vingt ans, en même temps qu'il poursuit des études de philosophie à la Sorbonne, la lecture d'Emmanuel Levinas l'introduit au Talmud et à la pensée juive, laquelle l'enthousiasme aussitôt pour le mélange de profondeur et de fantaisie qui caractérise la littérature selon lui.
À vingt-trois ans, il passe une maîtrise de philosophie, intitulée Les voix de la Loi, inspirée par l'œuvre d'Emmanuel Levinas, en même temps qu'il écrit un roman resté inédit. Sitôt sa maîtrise obtenue, il se consacre à l'écriture en différents genres, et par la suite, à d'autres formes d'expression artistique.

## Chronologie des textes

### Premiers textes en revue
En décembre 1987 paraît dans la revue Pardes sa première étude consacrée à la pensée juive, intitulée « La Chair et le Verbe », reprise en volume en 2003 dans Fini de rire. Il s'agit d'une réflexion sur l'incarnation selon l'axe thématique de la putréfaction dans la littérature rabbinique.
En octobre 1989, la revue Les Temps Modernes publie une étude où Zagdanski mêle à une méditation sur Le Château de Kafka des considérations sur le temps dans la pensée juive.

### L'Impureté de Dieu
En 1991, paraît aux éditions du Félin son premier ouvrage, L'Impureté de Dieu : Souillures et Scissions dans la pensée juive. Rendant hommage à la mystique et à la pensée juives, Zagdanski reprend quelques éléments de son étude « La Chair et le Verbe » et tâche d'analyser le thème de l'impureté selon diverses perspectives bibliques et rabbiniques, parmi lesquelles la création du monde, le péché originel, la babélisation des langues, l'herméneutique, le rituel, etc. « Cela donne », écrit John Gelder, « un dialogue étonnant, roboratif ou obsessionnel avec les mots, à l'instar d'un Dieu joueur et désinvolte. »

### Céline seul
En 1993, Zagdanski publie chez Gallimard, dans la collection de Philippe Sollers, Céline seul, un essai où il tente de résoudre la question complexe de l'antisémitisme de Céline, et du rôle cathartique que cette furie pamphlétaire a pu jouer dans l'élaboration de son génie romanesque. « La méthode de Zagdanski », écrit John Gelder, « est une approche passionnante des textes et des déclarations de Céline : méthode talmudique, l'auteur le dit tout net, qui consiste à confronter différents niveaux interprétatifs, à ne pas trancher en lieu et place du lecteur. »
Soulignant l'hostilité globale de la réception critique à cet essai, l'écrivain Michel Host justifia dans la Revue des Deux Mondes le parti-pris mystique et littéraire de Céline seul : « L'entreprise de Stéphane Zagdanski me paraît paradoxale en ce qu'elle tend à assimiler Céline, et singulièrement celui des “pamphlets”, à ce que ces derniers désignent singulièrement comme l'inassimilable, comme l'autre-à-jamais-répulsif, le Juif. C'est un tel paradoxe et ses causes qu'il faudrait interroger au lieu de vouer aux gémonies l'auteur de Céline seul et son livre. »

### Le sexe de Proust
Poursuivant le parallèle établi dans Céline seul entre Céline et Proust, paraît en 1994 chez Gallimard Le Sexe de Proust, essai qui questionne les frontières imaginaires entre « normalité » et « inversion » dans À la recherche du temps perdu, frontières que Proust, selon Zagdanski, ne s'est jamais interdit de traverser en pensée.
« Sa démonstration extraordinairement enlevée », écrit Jacques Franck, « vise à établir que “la révélation primordiale de la Recherche est l'hétérosexualité de l'écriture, ce que Proust n'a découvert qu'autant qu'il était lui-même hétérosexuel dans l'âme, comme on est circoncis du cœur. L'âme… le corps… le cœur… l'esprit…, toute une théologie - la catholique - en dehors de quoi il est ridicule de prétendre lire Proust, comme d'espérer faire aimer Sade à un mormon.”»

### De l'antisémitisme
En 1995, Zagdanski publie chez Julliard De l'antisémitisme, un essai sur la « question juive », considérée à la lumière de l'exégèse midrachique de l'histoire de Balak et Balaam dans le livre des Nombres, exégèse entremêlée de dialogues avec deux complices imaginaires et anagrammatiques, ainsi que de nombreux petits récits vécus.
« Ni étude, ni thèse, ni pamphlet », écrit Josyane Savigneau, voici une sorte de traité, très personnel, paradoxal et provoquant comme son auteur, mêlant le journal intime, le roman (dialogues avec des personnages qui sont des sortes de doubles), l'essai, et jouant sans cesse de la digression, de la dérision.» 
La parution de ce quatrième essai de Zagdanski est l'occasion pour Sébastien Lapaque de souligner l'unité d'une démarche entreprise depuis L'impureté de Dieu: « Zagdanski bâtit une œuvre cohérente. Il n'abandonne pas un sujet une fois qu'il l'a traité, mais le réintègre à sa réflexion qui avance continuellement, en bousculant les idées reçues sur son passage. »
S'estimant caricaturé dans le chapitre «Une soirée juive» du livre, le psychanalyste Daniel Sibony intente un procès à Zagdanski. Ce dernier est condamné au franc symbolique, et les noms des personnages du chapitre seront modifiés dans la Seconde édition de 2006 aux Éditions Flammarion/Climats.
De l'antisémitisme vaut à Zagdanski l'expérience de ses premières invitations sur les plateaux télévisés français et une notoriété médiatique naissante.
C'est durant ces années qu'il s'initie à l'hébreu biblique et au grec antique.

### Les intérêts du temps
En 1996, son premier roman, Les intérêts du temps, explore les ravages planétaires de la cybernétique à travers l'itinéraire d'un jeune érudit nommé « Martin Heidegger », passionné de littérature grecque antique, confronté aux coulisses grotesques d'un magazine culturel. Le narrateur y croise des personnages interlopes et nihilistes à l'image de l'époque qu'il décrit.
« Stéphane Zagdanski » écrit Éliane Tonnet-Lacroix, « vise à donner une vision d'ensemble de l'époque. Son premier roman, Les intérêts du temps (1996), se présente comme une sorte d’"agenda" du héros, Martin Heidegger, écrivain et penseur comme son illustre homonyme (cette référence au philosophe de l'Être, qui condamne le règne de la technique, est révélatrice). Alternant scènes comiques, conversations savantes, réflexions acides et paradoxales, Zagdanski fait, avec brio et un sens évident de la provocation, un tableau féroce de notre monde technologique, érotique et médiatique, où règnent les simulacres de la culture comme ceux de l'amour. »
« Les intérêts du temps », analyse Philippe Forest, « premier roman de Stéphane Zagdanski, a paru à l'automne 1996. De septembre à septembre, le lecteur y suit une année dans la vie d'un jeune écrivain. En son sein, le roman offre différentes définitions de lui-même. Il se présente comme une sorte d'agenda, composé sur les marges où le temps s'écrit de lui-même, révélant la fiction de son pourquoi, la fibre de son comment. De cela vient la structure éminemment mobile d'un roman qui laisse joyeusement se multiplier en lui les instants joués sur la scène écrite de la perception et de la pensée. »

### Mes Moires
L'année de ses 33 ans, Zagdanski écrit ses mémoires qu'il intitule Mes Moires, livre publié chez Julliard en 1997. Il s'agit de notices rapides portant chacune un intitulé, sur le modèle d’Aurore de Nietzsche. 
Zagdanski y révèle son parcours combatif de jeune écrivain, évoquant la résistance qu'eurent à contrecarrer ses textes avant leur publication, jusqu'à la parution de L'impureté de Dieu. Il y décrit également nombre de rencontres érotiques, y publie une part de sa correspondance, et achève le livre, après la reproduction en fac-similé d'un cardiogramme automatique obtenu en pharmacie, sur la réaffirmation de sa joie de vivre dite résurrectionnelle.
« Stéphane Zagdanski », écrit Marlène Amar, « provoque, titille, fait joujou avec le lecteur, le balade avec virtuosité du plaisir à la colère, de l'abattement à la jubilation pour finalement l'abandonner sans même prendre la peine de donner l'estocade, en déclarant, hautain: “L'espèce humaine n'est pas mon genre.” »

### Miroir amer
En 1999 paraît chez Gallimard le second roman de Zagdanski, Miroir amer. Ce roman traite de la manipulation du vivant et médite sur ce qui relie le naître et le mourir. On y découvre les affres d'un homme qui ne se remet pas de sa propre conception par fécondation in vitro.
Ce roman est également une critique des leurres que ce qu'il nomme « la Technique » place dans l'existence des hommes, et le double sens du titre évoque la cécité d'un reflet devenu le seul horizon du destin (« amer » désignant aussi en termes de navigation un point de repère sur lequel un navire se guide). 
Philippe Forest, dans son analyse de Miroir amer, énumère les thèmes abordés par Zagdanski : « On touche là à un gisement de sens particulièrement dense et profond (l'enfance et la mort, la sexualité et la technique, l'identité et la gémellité) dont le lecteur s'étonnera peut-être qu'il fournisse sa matière à un roman aussi elliptique que Miroir amer. 
Avec son style souvent sur-écrit, son intrigue discontinue se défaisant en une série de scènes floconneuses, avec ses personnages absents au drame de leur propre vie, le nouveau roman de Zagdanski peut sonner étrangement aux oreilles d'un lecteur habitué à un traitement plus naturaliste de thèmes semblables. Mais on aurait tort d'imputer trop vite la tonalité bizarre du récit à la maladresse ou à la confusion du propos. En vérité, Miroir amer nous fait entrer dans ce monde d'après la Technique qui est déjà le nôtre et où toute forme d'intériorité se trouve comme évidée, congédiée ».
À la même époque, Zagdanski rédige une sorte d'appendice à Miroir amer, qui paraît dans la revue L'infini à l'automne 1999, sous la forme d'une étude critique des dérives les plus contemporaines de « la Technique », intitulée « La Science idolâtre ». Cette étude s'achève par l'exégèse du passage de la Genèse concernant la stérilité de Rachel et les manipulations de Jacob pour faire proliférer les brebis que lui offre Laban.

### Pauvre de Gaulle!
En mars 2000, Zagdanski publie Pauvre de Gaulle ! aux éditions Pauvert/Fayard. Ce roman retrace sur un mode comique et sarcastique un siècle d'histoire de France, à travers la figure emblématique du Général de Gaulle. Le livre se présente sur 580 pages à la fois comme un pamphlet critique consacré à la vie, à l'œuvre et aux influences idéologiques de De Gaulle (depuis les écrits moralisateurs de sa grand-mère Joséphine jusqu'à son ultime visite à Franco, l'année précédant sa mort) ; comme le récit de la rédaction du livre lui-même, décrivant les réactions à ce projet de ses proches, de sa fiancée brésilienne, de son éditeur, de ses amis écrivains; et comme la narration d'un mois passé à Londres, où le narrateur s'inspire de l'exil de quelques écrivains qui l'ont précédé dans la capitale britannique. Il y relate aussi l'histoire de sa famille paternelle pendant l'Occupation à Paris. Pauvre de Gaulle! est ainsi un hybride de roman, de journal intime, de pamphlet, d'essai historique et de récit de voyage.
Jean-Pierre Salgas, à propos de Pauvre de Gaulle !, compare Zagdanski à Gombrowicz: « Dans les meilleures pages (le pastiche dérisoire du destin gaullien : Zagdanski s’exile à Londres, dans la langue de Shakespeare et Churchill, au pays du dernier Freud), Zagdanski peut rappeler le Gombrowicz de Trans-Atlantique, face à une France polonisée en adoration devant son totem. »
C'est également au début de l'année 2000 que Stéphane Zagdanski rencontre Viviane, la jeune femme centrafricaine qu'il épousera en juillet de la même année, et qui deviendra le modèle du personnage central de son roman Noire est la beauté.

### Autour du désir
Au printemps 2001, Autour du désir, défini par Zagdanski comme un texte de « théâtre », est publié aux éditions du Passeur. Il s'agit d'une série de courts dialogues intimes entre un homme et une femme dont on ignore tout : La femme commence par demander à l'homme pourquoi il ne lui a jamais fait de déclarations d'amour, l'homme essaie de se justifier, elle pleure doucement. Peu à peu ils parlent du désir et de tout ce qu'il entraîne, évoquent des souvenirs, discutent de tableaux et de textes… À la fin de la pièce, ils font l'amour, on les entend jouir, le rideau tombe. Leurs dialogues sont entrecoupés de rapides digressions philosophiques et théologiques sur le thème du désir dans la peinture de Picasso principalement, dans la mythologie antique, et dans la pensée juive.

### Noire est la beauté
Noire est la beauté paraît en septembre 2001 chez Pauvert/Fayard. Ce roman, histoire d'amour entre un peintre français et une femme centrafricaine, a pour ambition de traiter du combat spirituel entre les ténèbres et la lumière, l'Occident et l'Afrique, la fadeur et les couleurs. Noire est la beauté offre aussi un portrait de la petite communauté des Centrafricains de Paris, à travers leurs conversations, leurs disputes, leurs habitudes, leurs musiques, leurs espérances et leur langage (le sango, la langue parlée majoritairement en Centrafrique).
« Plus que la chronique d'un amour », écrit Aude Lancelin, « Noire est la beauté est la chronique d'une liaison entre Stéphane Zagdanski et le roman sentimental - nuance. L'auteur des pamphlets autofictionnels les plus bouillonnants d'intelligence et de volupté narcissique de ces dernières années a choisi cette fois de tremper sa plume dans l'eau de rose et pour s'orienter dans ce genre “qui n'était pas son genre”, il a même adopté le plus redoutable des guides, Vladimir Nabokov, obliquement cité à plusieurs reprises. »
Succédant au très polémique Pauvre de Gaulle!, ce roman d'amour apparemment dénué de toute radicalité politique n'en déchaîne pas moins les attaques virulentes de plusieurs critiques d'art contemporain : Le livre  est qualifié de « coquille vide »; « parodie de très mauvais Nougaro »; « documentaire très très plat »; « un livre catastrophique, dont la platitude stylistique éclate à chaque page »; « aucun travail sur la langue »;  « stéréotypes consternants à la fois au plan de l'écriture et à la fois au plan presque de l'idéologie du livre » ; « un discours très très daté sur la peinture qui dénote une  indigence de pensée absolument effrayante » ;  « quelqu'un qui au bout de dix livres n'arrive pas vraiment à produire, je trouve, une œuvre intéressante » ; « un livre assez consternant »; « livre assez antipathique et plutôt raté » ; « un livre pétri d'intentions connues et démontrées depuis longtemps » ; « c'est d'un orgueil incroyable ce bouquin » ; « Stéphane Zagdanski se met dans la posture d'Hemingway décrivant l'Afrique » ; « c'est très décoratif » ; « platitude des clichés qui fourmillent  dans le texte » ; « un lyrisme d'un goût assez douteux » ; « on dirait un scénario de M6 » ; « un style orné en permanence » ; « c'est rempli d'adjectifs qui sont tous plus convenus les uns que les autres » ; « c'est quand même la réactivation de l'imaginaire de la négritude » ; « ça confine à quelque chose d'un peu nauséabond »; « c'est très paresseux et un peu orgueilleux »; « ça devient insupportable » ; « l'éloquence surdéterminée du titre » ; « on est aux limites de ce qui est supportable » ; « je trouve ça éminemment orgueilleux » ; « une innocence démiurgique que je trouve un peu folle » ; « faut qu'il prenne la mesure de ce qu'il écrit » ; « c'est un livre franchement raciste, il n'y pas d'autre mot » ; « du point de vue strictement  littéraire, c'est un style  complètement boursoufflé, boursoufflé de son orgueil; heureusement que le ridicule ne tue pas parce qu'il y a longtemps que Zagdanski il n'y en aurait plus » ; « ce qu'il dit sur le milieu de l'art est aussi désarmant de naïveté et de paresse que ce qu'il dit sur la femme noire » ; « strictement aucun intérêt » ; « c'est un manuscrit dont on aurait pu faire l'économie » ; « le livre est totalement anachronique » ; « quand ça l'arrange il est avec son temps, il est avec les sans-papiers, avec les écolos, quand ça l'arrange pas il referme ses écoutilles » ; « ce livre témoigne de cette faiblesse des écrivains par rapport aux plasticiens aujourd'hui ».

### La Vérité nue
En avril 2002, paraît chez Pauvert/Fayard La Vérité nue, écrit avec Alina Reyes, « duo érudit, joyeux et combatif » selon Aude Lancelin, « à lire aussi comme une charge contre le nouveau “sexuellement correct” véhiculé selon eux par les romans contemporains et les médias. Une promotion idéologique de la misère des corps et de la pauvreté spirituelle à laquelle ils tentent de résister par un décryptage des diktats névrotico-porno-marchands et une célébration des grands artistes. »
Ayant choisi de se faire photographier nus en couverture du livre, les deux auteurs, après avoir dû imposer leur volonté à leur éditeur, sont pris à partie par quelques critiques : « La couverture est l'unique intérêt de cette dissertation de bistrot, véritable auberge espagnole où, en trois causeries, nos prosateurs évoquent la littérature, la sexualité, New York, la mort, les critiques, etc. », lit-on dans Technikart ; « L'option “je montre tout” permet, en mettant les auteurs à poil sur la couverture de faire croire au lecteur potentiel qu'ils vont aller encore plus loin dans le déshabillage à l'intérieur du livre. », énonce Cosmopolitan ; interviewé sur internet Pierre Jourde, considère que Zagdanski et Reyes appartiennent à la population des « ridicules », celle des « bien-pensants qui font les libérateurs, [d]es néo-académiques qui jouent les révoltés, [d]es marchands de poncifs et de bons sentiments qui font les dérangeants. Pensée absente, style à pleurer, couverture médiatique garantie. Ils pensent que se mettre nus couvrira, si j'ose dire, leur absence radicale de propos. C'est encore la marchandise » ; dans un entretien intitulé « La vérité en fourrure » publié en ligne, on peut lire: « Il est devenu plus facile de montrer son triangle de Reyes ou sa bite de Zagdanski que de foutre à poil son « je », alors qu’évidemment l’impudeur se cache sous la peau. ».
Néanmoins, dans VSD, Pascale Tournier estime qu'il y a une cohérence entre la photo de couverture et les propos de La vérité nue: « Recueil d'entretiens très intéressant dans le regard qu'ils portent sur l'évolution des mœurs et où c'est le thème de la sexualité qui revient le plus souvent. Dès la couverture, sur laquelle les deux écrivains sont nus, le ton est donné. Ils revendiquent un rapport au corps sain et positif. Pour contrer la misère sexuelle ambiante, ils portent tous deux aux nues la sensualité, la beauté et une sexualité personnelle, libérée des diktats médiatiques. »

### Les joies de mon corpsetFini de rire
En 2004, paraissent en même temps deux recueils chez Pauvert/Fayard, dont l'un, Les Joies de mon corps, est défini comme un « florilège », tandis que l'autre, Fini de rire, est sous-titré « Études ». Les joies de mon corps est composé de textes assez courts et d'entretiens parus pour la plupart dans des journaux, des magazines ou des revues de littérature. On y trouve aussi bien des récits autobiographiques que des divertimenti sur les classiques (des Présocratiques à Guy Debord en passant par le Roman de Renart et les Mémoires d'outre-tombe…), sur les peintres (de Lascaux à Picasso en passant par Tiepolo et Piazetta…), et sur quelques auteurs vivants, comme Philip Roth et Philippe Sollers.
Fini de rire pour sa part est composé de longs textes dont plusieurs étaient restés alors inédits. La préface, intitulée « Le Corps de Dieu », revient sur l'attachement de Zagdanski à la mystique et la pensée juives. La postface, « Tricherie sur la substance, Défense et illustration de la pensée juive » est une critique des positions du linguiste Henri Meschonnic à la fois sur l'hébreu biblique et sur la pensée de Martin Heidegger.
En 2004, Zagdanski crée et met en ligne le site littéraire et philosophique Paroles des Jours dont le fonctionnement s'apparente à celui d'une revue indépendante de tout organisme éditorial, universitaire ou médiatique. Aucune biographie ni bibliographie, aucune publicité ni lien vers des librairies en ligne, mais des textes, des archives audio et vidéo rares et des entretiens vidéos de philosophes et d'écrivains contemporains (Gérard Guest, François Meyronnis, François Fédier, Bernard Sichère, Éric Marty, Yannick Haenel…) autour de thèmes et d'auteurs variés : Nietzsche, Debord, Heidegger, Homère, le Talmud, la Kabbale, l'Islam, le Cinéma, l'Économie planétaire…
Depuis 2007, Paroles des Jours organise et diffuse le séminaire du philosophe Gérard Guest intitulé « Investigations à la limite, une phénoménologie de l'extrême ».

### La Mort dans l'œil
Fruit de trois années de travail, en septembre 2004 paraît aux Éditions Maren Sell l'essai La Mort dans l'œil sous-titré Critique du cinéma comme vision, domination, falsification, éradication, fascination, manipulation, dévastation, usurpation. Suivant l'axe d'une analyse ligne à ligne du Timée de Platon, Zagdanski s'y livre à une réflexion critique consacrée aux aspects métaphysiques du cinéma et aux phénomènes qui, selon Zagdanski, s'y rattachent intimement, tels que le daguerréotype, les « zoos humains », les jeux vidéo, la publicité, la « RealTV », etc.. Il s'agit aussi d'une méditation sur les fondements comparés de l'Image (au sens technique d'un reflet industriellement reproductible) et du Verbe (lequel selon Zagdanski dévoile ses moires dans les œuvres des plus grands génies de la littérature). Après sa lecture de La Mort dans l'œil, Jean-Luc Godard, que l'essai n'épargne pourtant pas, propose en novembre 2004 à Zagdanski un dialogue radiophonique autour du cinéma et de la littérature.

### Jouissance du temps
En 2005, il publie Jouissance du temps aux Éditions Fayard, un recueil de nouvelles dont chacune est une variation sur le thème de l'éros, écrite selon une perspective et dans un style différents.
« Les douze nouvelles de Stéphane Zagdanski », écrit Hugo Marsan dans Le Monde du vendredid 4 mars 2005 « ouvrent des espaces fantasmagoriques, rares en littérature: La collision crédible entre l'hyperréalisme de notre époque et les mythes de l'origine du monde. La voracité sexuelle s'intègre aux modes de communication ultra-branchés. Dans /la nouvelle éponyme/ “Jouissance du temps”, le rituel d'amour est une lente exploration voyeuriste, assimilable à une quête mystique. “DQ2005” décrit - avec un humour débridé -, un Don Quichotte qui se connecte sur dq2005@hébété.com à la recherche d'une Dulcinée folle adepte du piercing. “La Matrice d'art” est une merveille: un homme s'épuise à convaincre Lise de ses enthousiasmes artistiques, jusqu'à ce qu'il découvre que la vulve de son experte maîtresse enferme dans ses muqueuses un condensé mouvant et miniature de parfaits chefs-d'œuvre. /…/ Ce non-conformisme ne doit pas nous abuser: les inventions époustouflantes de Zagdanski subliment le destin humain »

### Debord ou la Diffraction du temps
En 2008, paraît chez Gallimard Debord ou la Diffraction du temps, un essai consacré à Guy Debord, dont le nom et les textes sont régulièrement évoqués par Zagdanski depuis Les Intérêts du temps. Zagdanski analyse et commente divers aspects de la vie, de la pensée et de l'œuvre de Debord, aspects qu'il éclaire les uns par les autres selon le principe, posé par Debord, d'une indissociation entre sa théorie, sa pratique et sa vie quotidienne. En outre, la pensée heideggérienne du « On » et de l’Ereignis est pour Zagdanski un axe d'interprétation essentiel.
Cécile Guilbert, dans sa critique de Debord ou la Diffraction du temps, définit le style du livre ainsi :
« Aussi, ce quinzième opus s'avère parfaitement « zagdanskien ». Dans les thèmes - temps, stratégie, jeu, style, poésie, érotisme, souveraineté - qui contribuent à la définition du génie comme « virtuose du vrai » qui sied admirablement à Guy Debord (1931-1994), théoricien critique radical dont l'auteur radiographie ici et de manière kaléidoscopique l'impeccable pensée. Comme dans le style qui - avec ses rafales d'adjectifs antéposés et sa pulsion allitérative - propulse une vivacité aussi railleuse qu'empathique. Tentant un rapprochement fécond avec Heidegger, Zagdanski n'évite pourtant pas certaines confusions et des angles morts demeurent. Pourquoi taire l'énorme dette de Debord à l'égard de Dada et du surréalisme dans l'histoire de ce que Nietzsche a diagnostiqué comme « nihilisme européen » ? Pourquoi refuser de voir que Debord, dernier nihiliste « actif », demeure malgré tout un « métaphysicien » ? Pourquoi aussi (et rétrospectivement) Zagdanski a-t-il « oublié », dans sa virulente critique du cinéma (Cf. La mort dans l'œil, Éditions Maren Sell), celui de Debord dont il semble tellement défendre aujourd'hui la charge subversive ? Autant de silences « en creux » qui, loin d'affaiblir l'intérêt de ce nouvel exercice d'admiration, en stimuleraient plutôt la lecture polémique »À propos du même ouvrage, le critique de Nonfiction Yan Ciret avance : « Là où Zagdanski excelle, c’est dans la mise en miroir des différentes périodes, les jointures de l’artiste du "non-art" et de l'écrivain insurrectionnel, les temporalités de la jeunesse lettriste, celle du dépassement de l’esthétique, avec les engagements dans la révolution de Mai 68 - qu’il place au centre, dans le détail des heures et des jours, des occupations d’usines, de la Sorbonne. L’introduction récurrente de la Torah, (« Il y a, profondément ancrée en Debord, une passion pour l’Ereignis, un puissant désir de faire advenir une face inédite du temps – sa face plurielle de plénitude : ce que le midrash nomme pour sa part "les soixante-dix visages de la Torah" […] ») ne laisse pas de paraître comme une pièce rapportée. Sur un échiquier qui n’en dit mot, cet appui hébraïque fonctionne comme une métaphore pénétrante, mais oublie l’athéisme radical de toute une vie, qui ne chercha le messianisme que dans le bouleversement des ordres établis. En dépit de ces écarts juxtaposés, que la pensée de Debord rejette par elle-même, Zagdanski ne lâche pas son fil. Il nous donne des pages d’une force, à chaque fois renouvelée, sur les événements politiques, que les situationnistes eurent la lucidité de décrypter au plus juste, sur Machiavel qui servit de guide stratégique à Debord, il nous entraîne avec maestria dans les opérations de combats, dans l’Italie des années de plomb, à travers l’Espagne et le Portugal en période pré-révolutionnaire, avant que la sortie du fascisme ne se transforme en montée du soir déceptive. »
Un autre critique littéraire de Nonfiction, Fabien Danesi regrette que l'empathie de Stéphane Zagdanski pour Debord serve surtout « de caution à sa réflexion qui se voudrait acérée mais prend trop souvent la forme d’un exercice grandiloquent de lamentation contre "la bassesse spirituelle des humains demeurés de [son] temps" » et qu'en « reprenant littéralement la position de Debord pour la renforcer, l’ouvrage de Zadganski ne fait que l’affaiblir : à clamer haut et fort son désir de s’inscrire dans cette admirable lignée, l’écrivain s’octroie surtout une légitimité à peu de frais. »
Jean Zeboulon, lui, compare le style de Stéphane Zagdanski à celui de Thelonious Monk : « Un style qui swingue comme swinguent les musiques de Thelonious Monk. Une même langue lumineuse, acide, cassante, syncopée, libre, impromptue, autant qu’inspirée… »
Le 4 décembre 2008, Stéphane Zagdanski est condamné par le Tribunal de Grande Instance de Paris à 500 euros de dédommagement au bénéfice de Serge Malausséna, neveu et unique ayant droit d'Antonin Artaud, pour avoir publié sur Paroles des Jours une lettre ouverte injurieuse adressée à Malausséna, pastichant de la sorte les célèbres lettres injurieuses d'Artaud, après que celui-ci avait exigé le retrait d'un extrait sonore d'Artaud que Zagdanski diffusait sur son site.

### Chaos brûlant
Ce roman de Zagdanski est une chronique de l'été 2011, dont l'affaire DSK et la crise financière sont les thèmes principaux. Le narrateur est un schizophrène réfugié au Manhattan Psychiatric Center, à New York, qui prétend pouvoir lire dans les pensées. Il décrit ainsi de l'intérieur les motivations de DSK, de Nafissatou Diallo et de tous les autres protagonistes de ce scandale médiatisé planétairement. Il est aidé dans ses investigations sur les dérives apocalyptiques du monde contemporain par quelques autres amis psychotiques, chacun apportant sa version propre des événements du moment et commentant de façon très crue, voire cruelle, le destin global du monde moderne. Sur le site du Point, Marion Cocquet écrit: « "La civilisation n'est qu'une mince pellicule au-dessus d'un chaos brûlant." C'est Nietzsche qui ouvre le roman et c'est lui qui, plus encore que son titre, lui donne sa couleur : sa lucidité cruelle, sa délectable méchanceté. Chaos brûlant est un roman-monstre, un roman-somme érudit, vertigineux et dérangeant. » En revanche, pour Baptiste Liger de L'Express, le livre « devient rapidement ennuyeux ». Yann Moix dans Le Figaro qualifie au contraire Chaos brûlant de « livre le plus intelligent, le plus profond, le pus drôle, le plus fin, le plus fou, le plus actuel, le plus vivant que j'aie lu depuis longtemps».

## Pamphlilms

### Debord au Commissariat, ou l'éclairante altercation
Au printemps 2013, Stéphane Zagdanski met en ligne un film pamphlétaire qu'il qualifie de pamphlilm, conçu et monté par ses soins, intitulé Debord au commissariat, ou l'éclairante altercation. Il s'agit d'une  critique détaillée de l'exposition consacrée  par la Bibliothèque nationale de France à Guy Debord, suscitée par une virulente altercation à la radio entre l'écrivain et le commissaire de cette exposition.

### Zagdanski contre Sollers
En février 2014, Zagdanski  met en ligne sur son site Paroles des Jours  un nouveau « pamphlilm » de plus de quatre heures, découpé en douze chapitres, intitulé Zagdanski contre Sollers. Prenant prétexte d'une remarque désobligeante de  l'écrivain Philippe Sollers à son encontre dans un magazine, Zagdanski revient sur ses relations avec celui qui fut son éditeur et ami à partir de 1992, puis sur leur  brouille à partir des années 2000. Le film de Zagdanski est l'occasion  de décrire l'influence du nihilisme sur un intellectuel original, intelligent et cultivé, qui finit par déchoir dans une tartufferie  anti-judaïque et confuse concernant la  pensée heideggerienne du « dernier dieu ».
Pour répondre à une comparaison que fait Sollers dans ses Mémoires entre Zagdanski et Marc-Édouard Nabe, qualifiés de « frères ennemis », Zagdanski revient dans le chapitre du pamphlilm intitulé Fange nihiliste à la fois sur son ancienne amitié avec Marc-Édouard Nabe et sur le destin, la carrière et l'œuvre détaillée de celui qu'il surnomme « Marco Banana » depuis Pauvre de Gaulle !. Zagdanski insiste dans ce portrait filmique sur la coprophilie symbolique et littéraire de Nabe ; ce dernier réagit en publiant en mars 2014 dans la revue de Sollers, L'Infini, un texte de trente pages intitulé « L'Eunuque raide », dans lequel il s'en prend à Zagdanski et mêle son propos d'invectives racistes.

## Œuvres plastiques et artistiques

### Correspondance vidéo avec Maria de Medeiros
À partir du mois de septembre 2014, le réalisateur Paul Ouazan, auteur d'un documentaire sur Stéphane Zagdanski, propose à ce dernier et à la comédienne, réalisatrice et chanteuse Maria de Medeiros, de correspondre au moyen de courtes vidéos prises avec leurs smartphones respectifs. 
Les vingt lettres-vidéos échangées entre les deux artistes qui ne se connaissaient pas, forment un long dialogue inédit, où sont abordés aussi bien des considérations sur l'art, la littérature, la danse, le chant, la musique, l'actualité, la philosophie, que des souvenirs personnels et des fragments autobiographiques. Les vingt épisodes sont désormais en ligne sur le site d'Arte Creative, la plateforme d'Arte consacrée à l'art contemporain.

### RARE: Roman, Concept, Œuvre d'art
Au cours de l'année 2013, Zagdanski élabore un tournant dans son œuvre, pour aboutir à un projet d'art contemporain intitulé RARE: Roman, Concept, Œuvre d'art. Il s'agit d'un nouveau roman autobiographique bilingue, non destiné à la publication commerciale, dont chaque page est composée à la main sur un support singulier et unique: tableau, photo, vidéo, objet de consommation courant. « Zagdanski tourne le dos à l'édition », écrit Claire Fleury dans L'Obs. « Il écrit son prochain roman sur  des tableaux et des corps nus. /.../ RARE est donc le premier roman qu'il ne publiera pas mais exposera. /.../ Il écrit  aussi sur des supports éphémères ou intransportables (murs d'immeuble). Il photographie ou filme alors  la page et présente l'image ou la vidéo sur une tablette numérique. »  
Un site internet bilingue dédié au nouveau projet de Stéphane Zagdanski suit page à page l'écriture de ce roman d'un nouveau genre, qui associe symboliquement et esthétiquement la littérature et l'art contemporain.

### Jouissance du temps
Série de douze œuvres utilisant l'encre, l'acrylique, la craie, le marker ou le pastel, reproduisant chacune le texte intégral d'une des douze nouvelles du recueil Jouissance du temps paru en 2005. 
Zagdanski y inaugure ses calligraphies abstraites, où le texte n'est plus discernable. Un film de 49 minutes en douze chapitres exhibant le processus de composition des douze œuvres est monté à l'occasion de l'exposition de la série à la galerie Modernism West à San Francisco au début de l'année 2018 . 

### Dissolving Memoirs / Mandalas deMes Moires
En juin 2017, Zagdanski se lance dans la calligraphie intégrale des 533 paragraphes de ses mémoires, parus vingt ans auparavant aux Éditions Julliard. 
Il nomme ses tableaux et ses dessins, uniquement composés de phrases qui se recouvrent aléatoirement et se rendent illisibles, des "mandalas de mots", en référence aux mandalas de sable des bouddhistes tibétains, dissous aussitôt composés.  
Il lance à cet effet sa première campagne de financement participatif sur le site californien Patreon.

### Quinze Marseillaises
Entre août et septembre 2018, pour son installation à Marseille, Zagdanski compose quinze calligraphies abstraites reprenant chacune l'intégralité des quinze couplets de La Marseillaise de Rouget de Lisle .

## Expositions artistiques

### Expositions personnelles
- Du 3 au 24 septembre 2016, la Galerie Éric Dupont a organisé à Paris la première exposition personnelle de Zagdanski en montrant l'intégralité des peintures, vidéos, photos et sculptures composant RARE. À cette occasion, Éric Dupont et Stéphane Zagdanski coéditent la version imprimée hors-commerce du roman, dont un exemplaire est destiné à chaque acquéreur d'une des cent œuvres.

Dans Art Press N° 438 (novembre 2016), Dominique Baqué commente : "Zagdanski interroge le rapport entre texte et image: à partir de quand la lettre fait-elle image, la graphie devient dessin? On pense aux calligrammes d'Apollinaire, à « Jamais un coup  de dés n'abolira le hasard » de Mallarmé, mais aussi, et plus lointainement, à Twombly."  
- Du 18 janvier au 3 mars 2018, la galerie Modernism Inc. organise à San Francisco la deuxième exposition  personnelle de Stéphane Zagdanski, réunissant les 12 œuvres de la série Jouissance du temps, chaque dessin ou tableau de la série reproduisant une des douze nouvelles du recueil du même nom paru chez Fayard en 2005. Cette série de dessins, tableaux et sculpture, composée en 2016 et 2017 à la suite de RARE, inaugure la nouvelle manière de Zagdanski, cette calligraphie abstraite où les phrases s'entrelacent sur chaque tableau de manière à rendre le texte final illisible.

- Exposition ″Cette invisibilité est mon délice″: Du 2 juin au 18 juillet 2019, la galerie The American Gallery expose à Marseille plusieurs dizaines d'œuvres de Zagdanski appartenant à la série ″Mes Moires″, dont quelques récents grands formats qualifiés de ″visages royaux d'écritures″.

On peut lire à propos de cette exposition sur le site Marseille Expos: “Ses écrits méditent la distinction, jusqu’à l’antagonisme parfois, entre le Verbe et l’Image, tandis que son art questionne le Voir, l’Écrire, le Lire et l’Illisible. Ses œuvres sont ainsi constituées de textes structurés, écrits à la main, dont le sens se dissimule au cœur de leur graphie même.  L’American Gallery exposera son travail le plus récent, en particulier ses visages royaux d’écritures.”

- Du 5 au 26 septembre 2020, la Galerie Éric Dupont expose à Paris la série intitulée Penser la peinture, peindre la pensée, composée de quatorze œuvres de ″calligraphie abstraite″ dont chacune reproduit l'intégralité d'un texte de Zagdanski consacré à un peintre différent. Sont ainsi calligraphiées des études antérieures de l'écrivain consacrées à Picasso, Vermeer, Soutine, Piazetta, Tiepolo, Prud'hon et Villeglé. Un catalogue reproduisant chaque tableau et le texte complet de sa calligraphie est édité à cette occasion par la Galerie Éric Dupont.
- Le 24 juillet 2021, Zagdanski inaugure une fresque murale de 2,80 m de hauteur sur 7 m de longueur, intitulée "La grâce de l'arc-en-ciel", au Silo Alpilles Céréales à Saint-Étienne du Grès, dans le cadre du festival a-part fondé et organisé par Leïla Voight. Il s'agit d'un texte inédit,  méditation poétique et philosophique consacrée à l'arc-en-ciel, écrite à la main dans les couleurs de l'arc-en-ciel.

### Expositions collectives
- Mars 2017 : Drawing Now Paris, Stand Galerie Éric Dupont
- Novembre 2017 : Paris Photo, Stand Galerie Éric Dupont
- Décembre 2017 : Salon Galeristes, Stand Galerie Éric Dupont
- Octobre-Décembre 2018 : À l'heure du dessin, 6ème temps: Tracé, Château de Servières (Marseille)
- Novembre 2018 : Salon Galeristes, Stand Galerie Éric Dupont
- Juin 2019 : À l'écoute de la lumière, l'écriture dans l'œuvre peint de Thomas Gleb, Max Weschsler, Stéphane Zagdanski, Couvent des Tourelles (Saint-Mathieu-de Tréviers)
- Septembre 2019 : Salon Pareidolie, Stand Galerie Éric Dupont.
- Août-décembre 2020: Disobey Orders, Save the Artists, The American Gallery, Marseille

## Séminaire La Gestion Génocidaire du Globe
En avril 2020, Zagdanski inaugure sur YouTube son séminaire intitulé La Gestion Génocidaire du Globe, Réflexion sur l'extermination en cours. Il s'agit de longues séances bimensuelles de plusieurs heures chacune, conçues comme des “performances de pensée”, composées de “réflexions patiemment argumentées, d'études sur textes sourcées, précises, minutieuses et, quand cela est exigé, des références au grec, au latin, à l’allemand, à l’anglais pour les textes philosophiques, et à l’hébreu ou à l’araméen pour les textes juifs”. 
Après plus d'une année de rendez-vous réguliers, le séminaire comporte 30 séances, classées par thématiques: La Gestion et le Génocide; Heidegger et l'Extermination; Pensée juive; Alain Badiou et l'Universel; Spinoza et la Bible. 

## Filmographie
- Die Nacht/La Nuit #74, un film de Paul Ouazan consacré à Stéphane Zagdanski (production Arte, avril 2008).
- Résurrection de Proust par Stéphane Zagdanski, Un film de Jean-Hugues Larché, Collection Penseurs du Vingt et Un (Production R de Paradis, juin 2008, couleurs, 70 min)
- Le Procès Céline, documentaire écrit par Alain Moreau et réalisé par Antoine de Meaux, interview complémentaire de Stéphane Zagdanski de 60 min en bonus du DVD (Arte Éditions, octobre 2011)